# Penicillium primulinum
Penicillium primulinum är en svampart som beskrevs av Pitt 1980. Penicillium primulinum ingår i släktet Penicillium och familjen Trichocomaceae.   Inga underarter finns listade i Catalogue of Life.